# Temperatura eutektyczna
Temperatura eutektyczna - to temperatura, w której odbywa się krzepnięcie całego roztworu o składzie eutektycznym. Temperatura eutektyczna jest na ogół znacznie niższa od temperatury krzepnięcia czystych składników.